# Sacrament (Album)
Sacrament ist das fünfte Studioalbum der US-amerikanischen Metal-/Groove-Metal-Band Lamb of God. Es wurde am 13. Oktober 2006 durch Epic Records veröffentlicht und erreichte Platz acht in den US-amerikanischen Albumcharts. Das Lied „Redneck“ wurde bei den Grammy Awards in der Kategorie Best Metal Performance nominiert.

## Entstehung
Die Entstehung des Albums wurde von großen Problemen begleitet. Während die Musiker nicht mit dem Schreiben neuer Lieder vorankamen, litt Sänger Randy Blythe unter einer Schreibblockade. Dazu kam, dass Blythe zu viel Alkohol trank. Die Musiker setzten sich das Ziel, die Lieder zu vereinfachen, ohne die progressiven Ansätze zu verlieren. Die Texte sind im Gegensatz zu den beiden Vorgängeralben As the Palaces Burn und Ashes of the Wake weniger politisch gefärbt.
In einem Interview erklärte Sänger Randy Blythe, dass er sich beim Schreiben der Texte seinen inneren Dämonen gewidmet hat. Thematisch geht es um Frauen, das Musikgeschäft und Alkoholsucht. Insgesamt schrieb die Band 15 Lieder, von denen elf für das Album verwendet wurden. Produziert und gemischt wurde Sacrament von „Machine“. Gemastert wurde das Album von Brian Gardner bzw. Vlado Miller. Für die Lieder „Redneck“ und „Walk with Me in Hell“ wurden Musikvideos gedreht.

## Titelliste
| 1. Walk with Me in Hell – 5:11 2. Again We Rise – 4:30 3. Redneck – 3:41 4. Pathetic – 4:31 5. Foot to the Throat – 3:13 6. Descending – 3:35 | 1. Blacken the Cursed Sun – 5:28 2. Forgotten (Lost Angels) – 3:05 3. Requiem – 4:10 4. More Time to Kill – 3:36 5. Beating on Death's Door – 5:06 |

## Rezeption

### Rezensionen
Das deutsche Magazin Metal Hammer kürte Sacrament zum Album des Monats. Conny Schiffbauer vom deutschen Magazin Rock Hard bezeichnete Sacrament als eines „der berauschendsten und trotz aller stilistischen Differenziertheit kompromisslosesten Metal-Scheiben des Jahres“ und vergab neun von zehn Punkten. Michaela Putz vom Onlinemagazin laut.de bezeichnete das Album als „ein Sakrament, dass man getrost empfangen darf“. Michael Hinterholzer vom Onlinemagazin metal1.info kritisierte hingegen, dass das Album weniger Details zeigt als Ashes of the Wake und dass sich die melodischen Teile des Albums viel zu oft wiederholen und vergab sechs von zehn Punkten.

### Chartplatzierungen
| ChartsChartplatzierungen       | Höchstplatzierung | Wochen |
| ------------------------------ | ----------------- | ------ |
| Vereinigte Staaten (Billboard) | 8 (8 Wo.)         | 8      |

Sacrament verkaufte sich in der ersten Woche nach der Veröffentlichung 62.000 Mal in den Vereinigten Staaten. Von dem Einstieg des Albums unter die ersten Zehn in den USA zeigten sich die Musiker allerdings weniger beeindruckt:

„Es interessiert mich überhaupt nicht. Ich bekam einen Anruf von unserem Management, danach bin ich direkt in den Garten gelaufen um den Rasen zu mähen.“

## Auszeichnungen

### Musikverkäufe
| Land/Region                  | Auszeichnungen für Musikverkäufe (Land/Region, Auszeichnung, Verkäufe) | Verkäufe |
| ---------------------------- | ---------------------------------------------------------------------- | -------- |
| Kanada (MC)                  | Gold                                                                   | 50.000   |
| Vereinigte Staaten (RIAA)    | Gold                                                                   | 500.000  |
| Vereinigtes Königreich (BPI) | Silber                                                                 | 60.000   |

### Musikpreise
Für das Lied „Redneck“ wurden Lamb of God für einen Grammy in der Kategorie Best Metal Performance nominiert. Diese wurden am 11. Februar 2007 im Staples Center in Los Angeles ausgetragen. Der Preis ging allerdings an Slayer für das Lied „Eyes of the Insane“.

## Wiederveröffentlichung
Anlässlich des 15-jährigen Jubiläums des Albums erschien am 20. August 2021 eine digitale Jubiläumsedition des Albums. Die elf Titel wurden remastert und um drei unveröffentlichte Liveaufnahmen ergänzt. Die Titel Walk with Me in Hell, Redneck und Descending wurden bei einem Konzert im House of Vans in Chicago aufgezeichnet, dem einzigen Konzert der Band im Jahre 2020. Darüber hinaus enthält die Jubiläumsedition eine kurze Dokumentation. Im Frühjahr 2022 soll eine Vinylversion folgen.